# Juvénal Habyarimana
Juvénal Habyarimana (Gisenyi, 1937. március 8. – Kigali, 1994. április 6.) ruandai politikus és katonatiszt volt, aki Ruanda második elnöke volt 1973-tól 1994-es meggyilkolásáig. Beceneve Kinani, ami egy kinyarwanda szó, és azt jelenti, hogy "legyőzhetetlen".
A hutu etnikai származású Habyarimana számos biztonsági pozíciót töltött be, többek között védelmi miniszterként is tevékenykedett Ruanda első elnöke, Grégoire Kayibanda alatt. Miután 1973-ban puccs során megdöntötte Kayibanda hatalmát, az ország új elnöke lett, és végül folytatta elődje hutu-párti politikáját. Diktátor volt, és választási csalással gyanúsították ellenzék nélküli újraválasztását: 1978. december 24-én a szavazatok 98,99%-át, 1983. december 19-én a szavazatok 99,97%-át, 1988. december 19-én pedig a szavazatok 99,98%-át szerezte meg. Uralkodása alatt Ruanda totalitárius, egypárti állammá vált, amelyben az MRND párt végrehajtói arra kényszerítették az embereket, hogy skandáljanak és táncoljanak az elnök imádatára a politikai "élénkség" tömeges felvonulásain. Míg az ország egésze Habyarimana hivatali ideje alatt kissé kevésbé szegényedett el, a ruandaiak nagy többsége továbbra is mélyszegénységben élt.
1990-ben a tuszi vezetésű Ruandai Hazafias Front (RPF) megindította a ruandai polgárháborút a kormánya ellen. Három évnyi háború után Habyarimana 1993-ban békemegállapodásként aláírta az Arushai megállapodást az RPF-fel. A következő évben rejtélyes körülmények között meghalt, amikor repülőgépét, amelyen Burundi elnöke, Cyprien Ntaryamira is utazott, rakéta lőtte le Kigali közelében. Meggyilkolása etnikai feszültségeket szított a régióban, és hozzájárult a ruandai népirtáshoz.

## Fordítás
- Ez a szócikk részben vagy egészben  a   Juvénal Habyarimana című angol Wikipédia-szócikk ezen változatának fordításán alapul.  Az eredeti cikk szerkesztőit annak laptörténete sorolja fel. Ez a jelzés csupán a megfogalmazás eredetét és a szerzői jogokat jelzi, nem szolgál a cikkben szereplő információk forrásmegjelöléseként.